# Yunling, Anhui
Yunling är en köping i östra Kina. Den ligger i Jing härad i staden Xuancheng i provinsen Anhui, omkring 160 kilometer sydost om provinshuvudstaden Hefei. Antalet invånare är 31 937. Befolkningen består av 14 751 kvinnor och 17 186 män. Barn under 15 år utgör 13,0 %, vuxna 15-64 år 71 %, och äldre över 65 år 14,0 %.